# 球螳属
球螳属（学名：Sphaeromantis）为色翅螳科的一个属。

## 下属物种
本属包括以下物种：
- 刺颈球螳 Sphaeromantis spinicollis Beier, 1930
- 多刺球螳 Sphaeromantis spinulosa Schulthess, 1898